# Христо Совичанов
Христо Петров Совичанов или Совичанин, известен като Псалта, е български възрожденец и революционер от Македония. Совичанов е дядо на големия български оперен певец Борис Христов.

## Биография

### Произход
Христо Совичанов е роден в 1843 година. Родът му е от областта Мегленско под връх Каймакчалан. Поради притеснения от турците родът, известен като Гоговци, се преселва в село Сович, Леринско, закътано високо в планината Нидже и рядко посещавано от властите, което по-късно става добра база за четите на ВМОРО. Населението се прехранва с високопланинско земеделие и скотовъдство, а пазар за продуктите намира в Битоля. Семейството постепенно закупува ниви в село Вощарани, Леринско, където се заселва и именно там фамилията започва да бъде наричана Совичанови, по името на селото, откъдето са дошли. Един от братята става кмет на Вощарани, друг има кръчма в селото, а трети, Гого Совичанов, продължава да се занимава със скотовъдството и е прочут с изкуството да подбира звънци за стадото си, които заедно създавали такава хармония, че отдалеч идвали хора да чуят „песента на совичановото стадо“.

### Дейност
Христо Совичанов напуска Вощарани и отива в Битоля. Заема се успешно с производство на аби. Сред еснафа се ползва с много добро име, като честен и внимателен с всички човек. Става псалт в битолската българска черква „Света Богородица“. Пеел толкова хубаво, че по време на служба и друговерци (турци, евреи) се събирали пред входа на черквата да го слушат. Пред етнографа А. П. Стоилов, отишъл в Битоля да събира народни песни, старите битолчанки разказват, че когато Христо псалта пеел, дори славеите замлъквали, за да го слушат. Кирил Христов разказва за баща си: „Песента беше за него насъщна нужда. Като почнеше от сутринта, по цял ден не спираше. Майка ми току му подвикне: „Нѐмой, Ристо, нѐмой пѐя, грѐота е, дѐца ни у̀мреле!“ „Ау, истина“, се сепне той, но само за миг и после пак подкачи: пееше и плачеше, когато пееше“.
Става учител по псалтика в Битолското българско училище – предмет, необходим поради това, че завършилите училището ставали учители в българските села и често изпълнявали и ролята на псалтове.
Оженва се за Анастасия Каранджулова, от прилепски род, сестра на Иван Каранджулов. Раждат им се осем деца, от които три остават живи – Олга, Кирил (бащата на Борис Христов) и Георги Совичанови. И трите деца завършват българската гимназия в Битоля.  В дома им като ученик живее и племенникът им Никола Каранджулов.
Включва се в революционното движение. Поради пословичната си честност е избран за касиер на Битолския революционен комитет. В къщата му под негово ръководство се разучават революционни песни, а комшиите турци, казвали възхитени: „Брей, гяурите пак подхванаха хубавите си песни... Машаллах, баш го докарват и на глас, и на ду̀ша, и на сърце“. След разгрома на Илинденското въстание синът му Кирил е принуден да избяга в България; години по-късно Христо Совичанов отива да живее при тях в София. Отваря дюкян за шиене на калпаци. В неделните дни и на празници пее като псалт в църквите „Свети Никола“ и „Света Параскева“.
Умира след 1918 година.

## Родословие
|                                         |                                         |                                         |                                         |                                         |                                         |  |  |                               |                               |                               |                               | Петър Совичанов                     |                                     |                                     |                                     |                                     |                                     |                  |                  |                        |                        |                        |                        |                        |                        |                 |                 |                 |                 |  |  |
|                                         |                                         |                                         |                                         |                                         |                                         |  |  |                               |                               |                               |                               |                                     |                                     |                                     |                                     |                                     |                                     |                  |                  |                        |                        |                        |                        |                        |                        |                 |                 |                 |                 |  |  |
|                                         |                                         |                                         |                                         |                                         |                                         |  |  |                               |                               |                               |                               | Христо Совичанов (1843 – след 1918) | Христо Совичанов (1843 – след 1918) | Христо Совичанов (1843 – след 1918) | Христо Совичанов (1843 – след 1918) | Христо Совичанов (1843 – след 1918) | Христо Совичанов (1843 – след 1918) |                  |                  | Анастасия Каранджулова | Анастасия Каранджулова | Анастасия Каранджулова | Анастасия Каранджулова | Анастасия Каранджулова | Анастасия Каранджулова |                 |                 |                 |                 |  |  |
|                                         |                                         |                                         |                                         |                                         |                                         |  |  |                               |                               |                               |                               | Христо Совичанов (1843 – след 1918) | Христо Совичанов (1843 – след 1918) | Христо Совичанов (1843 – след 1918) | Христо Совичанов (1843 – след 1918) | Христо Совичанов (1843 – след 1918) | Христо Совичанов (1843 – след 1918) |                  |                  | Анастасия Каранджулова | Анастасия Каранджулова | Анастасия Каранджулова | Анастасия Каранджулова | Анастасия Каранджулова | Анастасия Каранджулова |                 |                 |                 |                 |  |  |
|                                         |                                         |                                         |                                         |                                         |                                         |  |  |                               |                               |                               |                               |                                     |                                     |                                     |                                     |                                     |                                     |                  |                  |                        |                        |                        |                        |                        |                        |                 |                 |                 |                 |  |  |
|                                         |                                         |                                         |                                         |                                         |                                         |  |  |                               |                               |                               |                               |                                     |                                     |                                     |                                     |                                     |                                     |                  |                  |                        |                        |                        |                        |                        |                        |                 |                 |                 |                 |  |  |
| Райна Тодорова Попиванова (1884 – 1967) | Райна Тодорова Попиванова (1884 – 1967) | Райна Тодорова Попиванова (1884 – 1967) | Райна Тодорова Попиванова (1884 – 1967) | Райна Тодорова Попиванова (1884 – 1967) | Райна Тодорова Попиванова (1884 – 1967) |  |  | Кирил Христов (1878 – 1961)   | Кирил Христов (1878 – 1961)   | Кирил Христов (1878 – 1961)   | Кирил Христов (1878 – 1961)   | Кирил Христов (1878 – 1961)         | Кирил Христов (1878 – 1961)         |                                     |                                     | Георги Совичанов                    | Георги Совичанов                    | Георги Совичанов | Георги Совичанов | Георги Совичанов       | Георги Совичанов       |                        |                        | Олга Совичанова        | Олга Совичанова        | Олга Совичанова | Олга Совичанова | Олга Совичанова | Олга Совичанова |  |  |
| Райна Тодорова Попиванова (1884 – 1967) | Райна Тодорова Попиванова (1884 – 1967) | Райна Тодорова Попиванова (1884 – 1967) | Райна Тодорова Попиванова (1884 – 1967) | Райна Тодорова Попиванова (1884 – 1967) | Райна Тодорова Попиванова (1884 – 1967) |  |  | Кирил Христов (1878 – 1961)   | Кирил Христов (1878 – 1961)   | Кирил Христов (1878 – 1961)   | Кирил Христов (1878 – 1961)   | Кирил Христов (1878 – 1961)         | Кирил Христов (1878 – 1961)         |                                     |                                     | Георги Совичанов                    | Георги Совичанов                    | Георги Совичанов | Георги Совичанов | Георги Совичанов       | Георги Совичанов       |                        |                        | Олга Совичанова        | Олга Совичанова        | Олга Совичанова | Олга Совичанова | Олга Совичанова | Олга Совичанова |  |  |
|                                         |                                         |                                         |                                         |                                         |                                         |  |  |                               |                               |                               |                               |                                     |                                     |                                     |                                     |                                     |                                     |                  |                  |                        |                        |                        |                        |                        |                        |                 |                 |                 |                 |  |  |
|                                         |                                         |                                         |                                         |                                         |                                         |  |  |                               |                               |                               |                               |                                     |                                     |                                     |                                     |                                     |                                     |                  |                  |                        |                        |                        |                        |                        |                        |                 |                 |                 |                 |  |  |
| Борис Христов (1914 – 1993)             | Борис Христов (1914 – 1993)             | Борис Христов (1914 – 1993)             | Борис Христов (1914 – 1993)             | Борис Христов (1914 – 1993)             | Борис Христов (1914 – 1993)             |  |  | Николай Христов (1907 – 1954) | Николай Христов (1907 – 1954) | Николай Христов (1907 – 1954) | Николай Христов (1907 – 1954) | Николай Христов (1907 – 1954)       | Николай Христов (1907 – 1954)       |                                     |                                     |                                     |                                     |                  |                  |                        |                        |                        |                        |                        |                        |                 |                 |                 |                 |  |  |